# Clásico Chorero
El Clásico Chorero o Clásico de Talcahuano, corresponde al encuentro de fútbol disputado entre los clubes Naval y Huachipato. La rivalidad nace al pertenecer ambos equipos a la misma ciudad, por una parte Naval, club representativo de la Armada de Chile desaparecido en febrero de 1991, y luego a contar desde 2004 como el nuevo Deportes Naval de la comunidad, y por otro lado Huachipato, club representativo del acero CAP, y campeón en tres oportunidades del torneo de Primera División.

## Historia
Los primeros enfrentamientos datan de la década del 50, cuando ambos clubes competían en el extinto Campeonato Regional de Concepción, imponiéndose Naval con una clara superioridad sobre su rival en los duelos disputados entre 1953 y 1964.
Posteriormente, con el ingreso de los dos equipos al profesionalismo, se enfrentaron a partir de 1972 hasta 1976 y luego entre 1983 y 1990 por torneos de Primera División. La balanza en un comienzo la inclinó Huachipato a su favor, siendo la segunda mitad de los años '80 favorable para Naval. No se registran duelos por campeonatos de Primera B o Segunda División, mientras que por torneos de Copa Chile y otras copas nacionales paralelas al campeonato nacional, se vieron las caras una veintena de veces.
El clásico se vio interrumpido con la desafiliación de Naval a comienzos de 1991 y se retomó el 2013, cuando el equipo Deportes Talcahuano cambió de nombre a Club de Deportes Naval de Talcahuano en 2004, y ambos equipos coincidieron en el grupo 2 de la Copa Chile 2013-14, imponiéndose el cuadro acerero en los dos partidos que jugaron, por 1-0 como local, y por el mismo marcador en duelo jugado en el Estadio Municipal Alcaldesa Ester Roa Rebolledo.
El Clásico Chorero , es sin duda unos de los clasicos mas antiguos e importantes de la "Región del BioBio" y del País. 

## Estadísticas

### Era Amateur
| Torneo                            | PJ | PG N | PE | PG H |
| --------------------------------- | -- | ---- | -- | ---- |
| Campeonato Regional de Concepción | 24 | 11   | 9  | 4    |
| Total                             | 24 | 11   | 9  | 4    |

### Era Profesional
Actualizado al último duelo oficial jugado el 21 de julio de 2013 (Naval 0-1 Huachipato)
| Torneo           | PJ | PG N | PE | PG H | Gol N | Gol H |
| ---------------- | -- | ---- | -- | ---- | ----- | ----- |
| Primera División | 26 | 8    | 8  | 10   | 28    | 27    |
| Copa Chile       | 22 | 6    | 7  | 9    | 24    | 32    |
| Copa República   | 2  | 1    | 1  | 0    | 2     | 1     |
| Copa Invierno    | 1  | 0    | 1  | 0    | 1     | 1     |
| Total            | 51 | 15   | 17 | 19   | 55    | 61    |

Nota: La Copa República y Copa Invierno fueron torneos paralelos a la Copa Chile y al Campeonato Nacional.

### Títulos oficiales
| Competiciones                       | Huachipato | Naval |
| Campeonato Regional de Concepción   | 2          | 8     |
| Campeonatos Nacionales              |            |       |
| ----------------------------------- | ---------- | ----- |
| Campeonato de Primera División A    | 3          | 0     |
| Campeonato de Primera División B    | 1          | 1     |
| Torneo de Apertura Segunda División | 2          | 1     |
| Títulos profesionales               | 6          | 2     |
| Títulos Totales                     | 8          | 10    |
| Títulos oficiales                   | 6          | 2     |

## Resultados
| \| Fecha \| Estadio \| Público \| Local \| Visita \| Res. \| Goles local \| Goles visita \| \| ---------- \| ------------ \| ------- \| ---------- \| ---------- \| ---- \| ----------------------------------------------- \| ---------------------------------- \| \| 02.04.1972 \| El Morro \| 15.773 \| Naval \| Huachipato \| 1:1 \| Manuel García \| Neftalí Vásquez \| \| 24.09.1972 \| Las Higueras \| 14.665 \| Huachipato \| Naval \| 1:1 \| Sergio Ramírez \| Fernando Pérez \| \| 15.07.1973 \| El Morro \| 9.145 \| Naval \| Huachipato \| 0:2 \| \| Miguel Ángel Neira, Carlos Cáceres \| \| 20.01.1974 \| Las Higueras \| 4.640 \| Huachipato \| Naval \| 2:2 \| Guillermo Azócar, Moisés Silva \| Luis Sepúlveda, Juan Inostroza \| \| 18.09.1974 \| Las Higueras \| 2.275 \| Huachipato \| Naval \| 3:2 \| Carlos Cáceres, Carlos Sintas, Pablo Astudillo \| Manuel Pedreros, Eduardo Lobos \| \| 08.12.1974 \| El Morro \| 7.428 \| Naval \| Huachipato \| 1:2 \| Juan Rogelio Nuñez \| Moisés Silva, Carlos Sintas \| \| 13.04.1975 \| Las Higueras \| 3.292 \| Huachipato \| Naval \| 1:0 \| Miguel Ángel Neira \| \| \| 20.09.1975 \| El Morro \| 4.414 \| Naval \| Huachipato \| 0:0 \| \| \| \| 03.07.1976 \| Las Higueras \| 3.308 \| Huachipato \| Naval \| 1:0 \| Moisés Silva \| \| \| 30.10.1976 \| El Morro \| 2.480 \| Naval \| Huachipato \| 2:1 \| Reinaldo Hoffmann, Eduardo Lobos \| Julián Urrizola \| \| 12.11.1983 \| El Morro \| 7.042 \| Naval \| Huachipato \| 2:1 \| Óscar Herrera, Óscar Arriaza \| Álvaro Dimitruck \| \| 25.03.1984 \| Las Higueras \| 5.984 \| Huachipato \| Naval \| 1:0 \| Igor Vega \| \| \| 07.10.1984 \| Las Higueras \| 8.686 \| Huachipato \| Naval \| 2:1 \| Juan Rivera, Fernando Pérez \| Óscar Herrera \| \| 09.12.1984 \| El Morro \| 12.308 \| Naval \| Huachipato \| 1:2 \| Edógimo Venegas \| Fernando Pérez, Jorge Muñoz \| \| 26.05.1985 \| El Morro \| \| Naval \| Huachipato \| 0:1 \| \| Jorge Muñoz \| \| 22.09.1985 \| Las Higueras \| \| Huachipato \| Naval \| 0:3 \| \| Juan Soto (2), Ricardo Flores \| \| 30.08.1986 \| El Morro \| 4.757 \| Naval \| Huachipato \| 3:0 \| Juan Soto (2), Rubén Sánchez \| \| \| 14.12.1986 \| Las Higueras \| \| Huachipato \| Naval \| 1:1 \| Nelson Enríquez \| Sergio Marchant \| \| 04.10.1987 \| Las Higueras \| 8.263 \| Huachipato \| Naval \| 2:0 \| Fuentes, Nelson Enríquez \| \| \| 01.02.1988 \| El Morro \| \| Naval \| Huachipato \| 1:0 \| Carlos González \| \| \| 01.10.1988 \| El Morro \| 6.231 \| Naval \| Huachipato \| 4:2 \| Óscar Herrera, Carlos Sosa (2), Manuel Pedreros \| Javier Araujo, Patricio Marzán \| \| 04.01.1989 \| Las Higueras \| \| Huachipato \| Naval \| 0:0 \| \| \| \| 11.11.1989 \| El Morro \| 4.398 \| Naval \| Huachipato \| 1:0 \| Carlos Sosa \| \| \| 04.02.1990 \| Las Higueras \| 5.325 \| Huachipato \| Naval \| 0:0 \| \| \| \| 05.08.1990 \| Las Higueras \| 2.280 \| Huachipato \| Naval \| 1:1 \| Ricardo Lee \| Leonel Pedreros \| \| 04.11.1990 \| El Morro \| 4.475 \| Naval \| Huachipato \| 1:0 \| Héctor Roco \| \| |              |         |            |            |      |                                                 |                                    |
| Fecha | Estadio      | Público | Local      | Visita     | Res. | Goles local                                     | Goles visita                       |
| 02.04.1972 | El Morro     | 15.773  | Naval      | Huachipato | 1:1  | Manuel García                                   | Neftalí Vásquez                    |
| 24.09.1972 | Las Higueras | 14.665  | Huachipato | Naval      | 1:1  | Sergio Ramírez                                  | Fernando Pérez                     |
| 15.07.1973 | El Morro     | 9.145   | Naval      | Huachipato | 0:2  |                                                 | Miguel Ángel Neira, Carlos Cáceres |
| 20.01.1974 | Las Higueras | 4.640   | Huachipato | Naval      | 2:2  | Guillermo Azócar, Moisés Silva                  | Luis Sepúlveda, Juan Inostroza     |
| 18.09.1974 | Las Higueras | 2.275   | Huachipato | Naval      | 3:2  | Carlos Cáceres, Carlos Sintas, Pablo Astudillo  | Manuel Pedreros, Eduardo Lobos     |
| 08.12.1974 | El Morro     | 7.428   | Naval      | Huachipato | 1:2  | Juan Rogelio Nuñez                              | Moisés Silva, Carlos Sintas        |
| 13.04.1975 | Las Higueras | 3.292   | Huachipato | Naval      | 1:0  | Miguel Ángel Neira                              |                                    |
| 20.09.1975 | El Morro     | 4.414   | Naval      | Huachipato | 0:0  |                                                 |                                    |
| 03.07.1976 | Las Higueras | 3.308   | Huachipato | Naval      | 1:0  | Moisés Silva                                    |                                    |
| 30.10.1976 | El Morro     | 2.480   | Naval      | Huachipato | 2:1  | Reinaldo Hoffmann, Eduardo Lobos                | Julián Urrizola                    |
| 12.11.1983 | El Morro     | 7.042   | Naval      | Huachipato | 2:1  | Óscar Herrera, Óscar Arriaza                    | Álvaro Dimitruck                   |
| 25.03.1984 | Las Higueras | 5.984   | Huachipato | Naval      | 1:0  | Igor Vega                                       |                                    |
| 07.10.1984 | Las Higueras | 8.686   | Huachipato | Naval      | 2:1  | Juan Rivera, Fernando Pérez                     | Óscar Herrera                      |
| 09.12.1984 | El Morro     | 12.308  | Naval      | Huachipato | 1:2  | Edógimo Venegas                                 | Fernando Pérez, Jorge Muñoz        |
| 26.05.1985 | El Morro     |         | Naval      | Huachipato | 0:1  |                                                 | Jorge Muñoz                        |
| 22.09.1985 | Las Higueras |         | Huachipato | Naval      | 0:3  |                                                 | Juan Soto (2), Ricardo Flores      |
| 30.08.1986 | El Morro     | 4.757   | Naval      | Huachipato | 3:0  | Juan Soto (2), Rubén Sánchez                    |                                    |
| 14.12.1986 | Las Higueras |         | Huachipato | Naval      | 1:1  | Nelson Enríquez                                 | Sergio Marchant                    |
| 04.10.1987 | Las Higueras | 8.263   | Huachipato | Naval      | 2:0  | Fuentes, Nelson Enríquez                        |                                    |
| 01.02.1988 | El Morro     |         | Naval      | Huachipato | 1:0  | Carlos González                                 |                                    |
| 01.10.1988 | El Morro     | 6.231   | Naval      | Huachipato | 4:2  | Óscar Herrera, Carlos Sosa (2), Manuel Pedreros | Javier Araujo, Patricio Marzán     |
| 04.01.1989 | Las Higueras |         | Huachipato | Naval      | 0:0  |                                                 |                                    |
| 11.11.1989 | El Morro     | 4.398   | Naval      | Huachipato | 1:0  | Carlos Sosa                                     |                                    |
| 04.02.1990 | Las Higueras | 5.325   | Huachipato | Naval      | 0:0  |                                                 |                                    |
| 05.08.1990 | Las Higueras | 2.280   | Huachipato | Naval      | 1:1  | Ricardo Lee                                     | Leonel Pedreros                    |
| 04.11.1990 | El Morro     | 4.475   | Naval      | Huachipato | 1:0  | Héctor Roco                                     |                                    |

| \| Fecha \| Estadio \| Público \| Campeonato \| Local \| Visita \| Res. \| Goles local \| Goles visita \| \| ---------- \| ------------ \| ------- \| ---------------------------- \| ---------- \| ---------- \| --------- \| -------------------------------------------------------------- \| ------------------------------------------------ \| \| 17.04.1974 \| El Morro \| \| Copa Chile \| Naval \| Huachipato \| 0:0 (3:4) \| \| \| \| 08.06.1974 \| Las Higueras \| 420 \| Copa Chile \| Huachipato \| Naval \| 0:1 \| \| Juan Rogelio Nuñez \| \| 21.05.1975 \| Las Higueras \| 1.668 \| Copa Chile \| Huachipato \| Naval \| 1:1 \| Germán Elissetche \| Francisco Quinteros \| \| 24.05.1975 \| El Morro \| 2.322 \| Copa Chile \| Naval \| Huachipato \| 1:1 (4:5) \| Luis Sepúlveda \| Carlos Sintas \| \| 19.02.1977 \| Las Higueras \| \| Copa Chile \| Huachipato \| Naval \| 0:1 \| \| Manuel Román \| \| 12.03.1977 \| El Morro \| 2.046 \| Copa Chile \| Naval \| Huachipato \| 1:3 \| Reinaldo Hoffmann \| Luis Godoy, Javier Méndez, Julio Suazo \| \| 03.06.1984 \| Las Higueras \| 3.422 \| Copa Polla Gol \| Huachipato \| Naval \| 4:1 \| Horacio Italiano (3), Igor Vega \| José Bernal \| \| 01.07.1984 \| El Morro \| 711 \| Copa Polla Gol \| Naval \| Huachipato \| 0:0 \| \| \| \| 06.03.1985 \| El Morro \| 4.173 \| Copa Polla Gol \| Naval \| Huachipato \| 0:3 \| \| \| \| 21.04.1985 \| Las Higueras \| \| Copa Polla Gol \| Huachipato \| Naval \| 0:0 \| \| \| \| 23.02.1986 \| Las Higueras \| 6.430 \| Copa Polla LAN Chile \| Huachipato \| Naval \| 2:1 \| Ángel Bustos, Juan Rivera \| Óscar Herrera \| \| 19.04.1986 \| El Morro \| 5.901 \| Copa Polla LAN Chile \| Naval \| Huachipato \| 2:1 \| Sergio Marchant, Edógimo Venegas \| Nelson Enríquez \| \| 06.03.1987 \| El Morro \| 4.544 \| Copa LAN Chile \| Naval \| Huachipato \| 1:1 \| Aldo Aránguiz \| Hernán Castro \| \| 02.05.1987 \| Las Higueras \| 4.300 \| Copa LAN Chile \| Huachipato \| Naval \| 1:2 \| Juan Carlos Vera \| Ricardo Flores (2) \| \| 01.05.1988 \| El Morro \| 4.455 \| Copa Digeder \| Naval \| Huachipato \| 1:1 (3:4) \| Óscar Herrera \| Félix Silva \| \| 20.06.1988 \| Las Higueras \| \| Copa Digeder \| Huachipato \| Naval \| 2:1 \| Óscar Arriaza, Autogol (L.Canales) \| Tomás Díaz \| \| 05.03.1989 \| El Morro \| \| Copa Coca Cola Digeder \| Naval \| Huachipato \| 2:4 \| Edógimo Venegas, Marcos Ortega \| Sandro Navarrete (2), Javier Araujo, Jaime Baeza \| \| 30.04.1989 \| Las Higueras \| 3.664 \| Copa Coca Cola Digeder \| Huachipato \| Naval \| 4:2 \| Jaime Baeza (2), Javier Araujo (2) \| Carlos Sosa, Cristian Yagnam \| \| 31.03.1990 \| El Morro \| 5.940 \| Torneo Apertura Copa Digeder \| Naval \| Huachipato \| 4:1 \| Héctor Francino, Héctor Díaz, Arturo Jáuregui, Luis Valenzuela \| Germán Pino \| \| 06.05.1990 \| Las Higueras \| 3.418 \| Torneo Apertura Copa Digeder \| Huachipato \| Naval \| 1:2 \| Roberto Rosales \| Eduardo Nazar, Jaime Baeza \| \| 03.07.2013 \| Cap \| 3.800 \| Copa Chile MTS \| Huachipato \| Naval \| 1:0 \| Daniel González \| \| \| 21.07.2013 \| Collao \| \| Copa Chile MTS \| Naval \| Huachipato \| 0:1 \| \| Francisco Arrué \| |              |         |                              |            |            |           |                                                                |                                                  |
| Fecha | Estadio      | Público | Campeonato                   | Local      | Visita     | Res.      | Goles local                                                    | Goles visita                                     |
| 17.04.1974 | El Morro     |         | Copa Chile                   | Naval      | Huachipato | 0:0 (3:4) |                                                                |                                                  |
| 08.06.1974 | Las Higueras | 420     | Copa Chile                   | Huachipato | Naval      | 0:1       |                                                                | Juan Rogelio Nuñez                               |
| 21.05.1975 | Las Higueras | 1.668   | Copa Chile                   | Huachipato | Naval      | 1:1       | Germán Elissetche                                              | Francisco Quinteros                              |
| 24.05.1975 | El Morro     | 2.322   | Copa Chile                   | Naval      | Huachipato | 1:1 (4:5) | Luis Sepúlveda                                                 | Carlos Sintas                                    |
| 19.02.1977 | Las Higueras |         | Copa Chile                   | Huachipato | Naval      | 0:1       |                                                                | Manuel Román                                     |
| 12.03.1977 | El Morro     | 2.046   | Copa Chile                   | Naval      | Huachipato | 1:3       | Reinaldo Hoffmann                                              | Luis Godoy, Javier Méndez, Julio Suazo           |
| 03.06.1984 | Las Higueras | 3.422   | Copa Polla Gol               | Huachipato | Naval      | 4:1       | Horacio Italiano (3), Igor Vega                                | José Bernal                                      |
| 01.07.1984 | El Morro     | 711     | Copa Polla Gol               | Naval      | Huachipato | 0:0       |                                                                |                                                  |
| 06.03.1985 | El Morro     | 4.173   | Copa Polla Gol               | Naval      | Huachipato | 0:3       |                                                                |                                                  |
| 21.04.1985 | Las Higueras |         | Copa Polla Gol               | Huachipato | Naval      | 0:0       |                                                                |                                                  |
| 23.02.1986 | Las Higueras | 6.430   | Copa Polla LAN Chile         | Huachipato | Naval      | 2:1       | Ángel Bustos, Juan Rivera                                      | Óscar Herrera                                    |
| 19.04.1986 | El Morro     | 5.901   | Copa Polla LAN Chile         | Naval      | Huachipato | 2:1       | Sergio Marchant, Edógimo Venegas                               | Nelson Enríquez                                  |
| 06.03.1987 | El Morro     | 4.544   | Copa LAN Chile               | Naval      | Huachipato | 1:1       | Aldo Aránguiz                                                  | Hernán Castro                                    |
| 02.05.1987 | Las Higueras | 4.300   | Copa LAN Chile               | Huachipato | Naval      | 1:2       | Juan Carlos Vera                                               | Ricardo Flores (2)                               |
| 01.05.1988 | El Morro     | 4.455   | Copa Digeder                 | Naval      | Huachipato | 1:1 (3:4) | Óscar Herrera                                                  | Félix Silva                                      |
| 20.06.1988 | Las Higueras |         | Copa Digeder                 | Huachipato | Naval      | 2:1       | Óscar Arriaza, Autogol (L.Canales)                             | Tomás Díaz                                       |
| 05.03.1989 | El Morro     |         | Copa Coca Cola Digeder       | Naval      | Huachipato | 2:4       | Edógimo Venegas, Marcos Ortega                                 | Sandro Navarrete (2), Javier Araujo, Jaime Baeza |
| 30.04.1989 | Las Higueras | 3.664   | Copa Coca Cola Digeder       | Huachipato | Naval      | 4:2       | Jaime Baeza (2), Javier Araujo (2)                             | Carlos Sosa, Cristian Yagnam                     |
| 31.03.1990 | El Morro     | 5.940   | Torneo Apertura Copa Digeder | Naval      | Huachipato | 4:1       | Héctor Francino, Héctor Díaz, Arturo Jáuregui, Luis Valenzuela | Germán Pino                                      |
| 06.05.1990 | Las Higueras | 3.418   | Torneo Apertura Copa Digeder | Huachipato | Naval      | 1:2       | Roberto Rosales                                                | Eduardo Nazar, Jaime Baeza                       |
| 03.07.2013 | Cap          | 3.800   | Copa Chile MTS               | Huachipato | Naval      | 1:0       | Daniel González                                                |                                                  |
| 21.07.2013 | Collao       |         | Copa Chile MTS               | Naval      | Huachipato | 0:1       |                                                                | Francisco Arrué                                  |

| \| Fecha \| Estadio \| Público \| Local \| Visita \| Res. \| Goles local \| Goles visita \| \| ---------- \| -------- \| ------- \| ---------- \| ---------- \| ---- \| ----------------- \| ------------ \| \| 11.01.1984 \| El Morro \| 2.452 \| Naval \| Huachipato \| 1:0 \| Dagoberto Donoso \| \| \| 18.01.1984 \| Collao \| 4.884 \| Huachipato \| Naval \| 1:1 \| Alex Lloyd Llones \| Salinas \| |          |         |            |            |      |                   |              |
| Fecha | Estadio  | Público | Local      | Visita     | Res. | Goles local       | Goles visita |
| 11.01.1984 | El Morro | 2.452   | Naval      | Huachipato | 1:0  | Dagoberto Donoso  |              |
| 18.01.1984 | Collao   | 4.884   | Huachipato | Naval      | 1:1  | Alex Lloyd Llones | Salinas      |

| \| Fecha \| Estadio \| Público \| Local \| Visita \| Res. \| Goles local \| Goles visita \| \| ---------- \| ------- \| ------- \| ----- \| ---------- \| ---- \| ------------- \| ------------ \| \| 30.07.1989 \| Collao \| 2.838 \| Naval \| Huachipato \| 1:1 \| Eduardo Nazar \| Jaime Baeza \| |         |         |       |            |      |               |              |
| Fecha | Estadio | Público | Local | Visita     | Res. | Goles local   | Goles visita |
| 30.07.1989 | Collao  | 2.838   | Naval | Huachipato | 1:1  | Eduardo Nazar | Jaime Baeza  |

| \| Fecha \| Estadio \| Público \| Local \| Visita \| Res. \| Goles local \| Goles visita \| \| ---------- \| -------- \| ------- \| ---------- \| ---------- \| ---- \| -------------------------------- \| ------------------------------------------------------------------------- \| \| 12.01.2025 \| El Morro \| \| Naval \| Huachipato \| 0:4 \| \| Lionel Altamirano, Maximiliano Gutiérrez, Rafael Caroca, Carlo Villanueva \| \| 19.01.2025 \| CAP \| \| Huachipato \| Naval \| 3:0 \| Claudio Torres (2), Óscar Ortega \| \| |          |         |            |            |      |                                  |                                                                           |
| Fecha | Estadio  | Público | Local      | Visita     | Res. | Goles local                      | Goles visita                                                              |
| 12.01.2025 | El Morro |         | Naval      | Huachipato | 0:4  |                                  | Lionel Altamirano, Maximiliano Gutiérrez, Rafael Caroca, Carlo Villanueva |
| 19.01.2025 | CAP      |         | Huachipato | Naval      | 3:0  | Claudio Torres (2), Óscar Ortega |                                                                           |

## Datos estadísticos
- Naval y Huachipato en dos oportunidades se enfrentaron en eliminaciones directas; en 1975 los acereros eliminaron a los choreros en cuartos de final de la Copa Chile mediante lanzamientos penales tras empatar 1-1 en el duelo de ida y de vuelta, mientras que en 1984, Naval dejó en el camino a su vecino rival en la primera fase de la Copa República tras vencer en el partido de ida 1-0 e igualar 1-1 en la vuelta.

- Huachipato ganó las tres definiciones a penales que tuvo con Naval por Copa Chile. En 1974 y 1988 cuando los empates se decidían a penales, los acereros se impusieron desde los 12 pasos tras empatar 0-0 y 1-1 respectivamente. Y en 1975 ganaron la llave de cuartos de final a través del mismo expediente tras empatar 1-1 ambos duelos. Estas tres definiciones fueron en el Estadio El Morro.

- La mayor asistencia de público se produjo el 2 de abril de 1972 en el Estadio El Morro. Ese día, ante 15.773 personas controladas Naval y Huachipato igualaron 1-1 por la tercera fecha del torneo de Primera División de aquel año.

- La mayor goleada de Naval sobre Huachipato fue un 4-1 propinado en 1990 por Copa Chile, en tanto que Huachipato también tiene a favor un 4-1 como mayor goleada sobre su clásico rival, correspondiente a la Copa Polla Gol de 1984. Por primera división la mayor goleada data del torneo de 1985 y 1986 con sendos 3-0 favorables para Naval en Las Higueras y en El Morro respectivamente.

- Con 4 goles, el exjugador navalino Juan Soto es el mayor anotador de este clásico por duelos de Primera División.

- Óscar Arriaza y Jaime Baeza son los únicos dos jugadores en convertir goles en este clásico tanto a favor de Naval como para Huachipato.

- Naval y Huachipato se vieron las caras los años 2006 y 2007 en Tercera División, sin embargo, para el historial estadístico entre ambos clubes no se consideran estos duelos, ya que a diferencia de Naval, el cuadro siderúrgico participó en la categoría en calidad de invitado, por cual compitió con su filial (Huachipato B). Misma situación ocurrió en Tercera División 1999, cuando Deportes Talcahuano (actual Naval) enfrentó a la filial de los acereros en el torneo.

### Futbolistas que han jugado en ambos equipos
| Lista completa |
| --- |
| A - Óscar Arriaza - Edgardo Abdala B - Jaime Baeza C - Miguel Ángel Castillo Sanhueza - Franco Collado D - Jorge Deschamps - Isaac Díaz G - Daúd Gazale - Osvaldo González H - Iván Herrera L - Fernando Lazcano Barros M - Jimmy Martínez - Edgar Melo - Patricio Morales O - Cristián Oviedo P - Lucas Palma - Patricio Peralta - Octavio Pozo S - Mario Salgado - Boris Sandoval - Víctor Hugo Sarabia - Yonathan Suazo V - Eduardo Vilches Araneda - Manuel Villalobos |